# Schloss Simmern

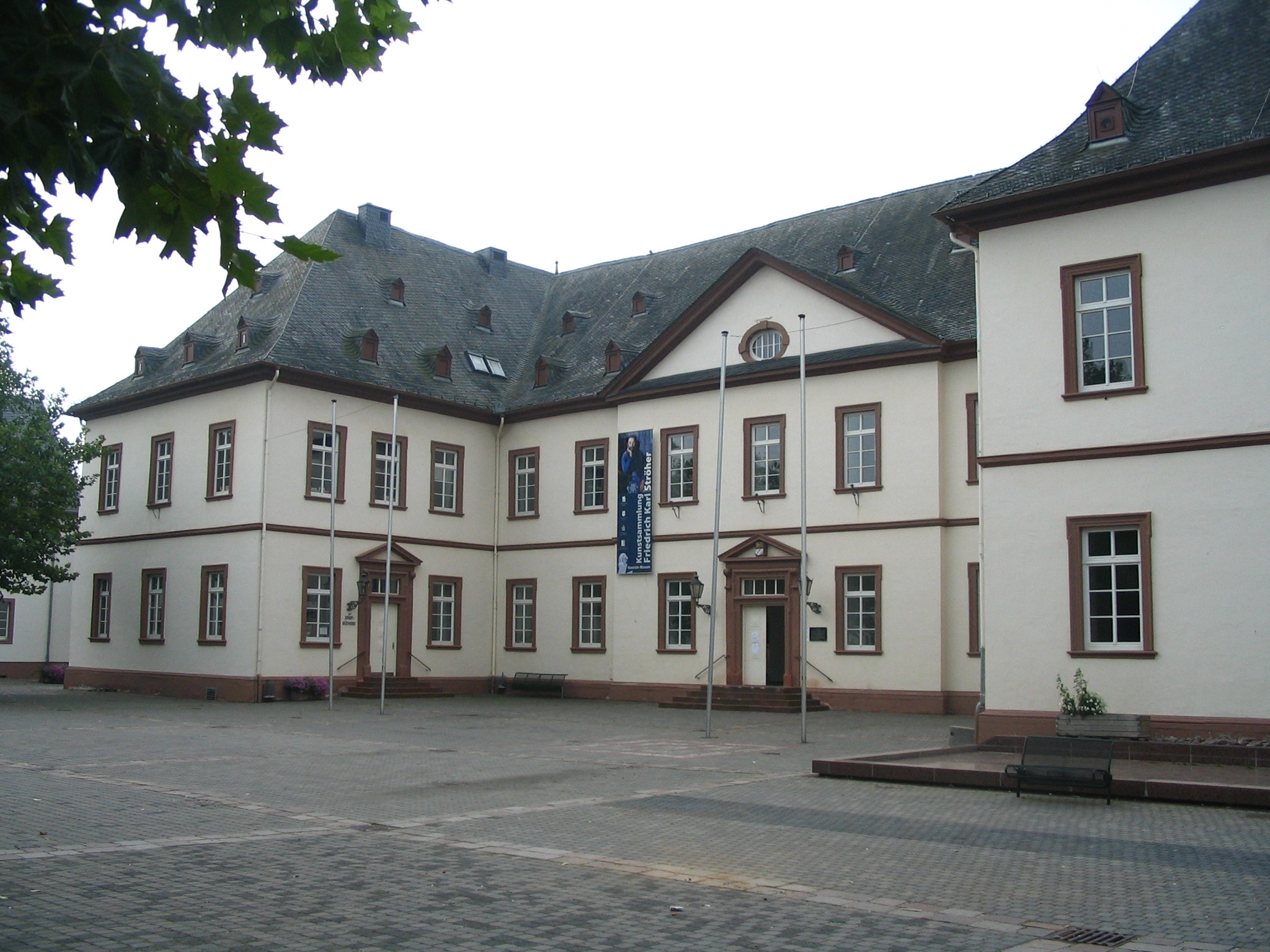
Neues Schloss Simmern

Das Schloss Simmern befindet sich in der Rhein-Hunsrück-Kreisstadt Simmern in Rheinland-Pfalz.

## Geschichte

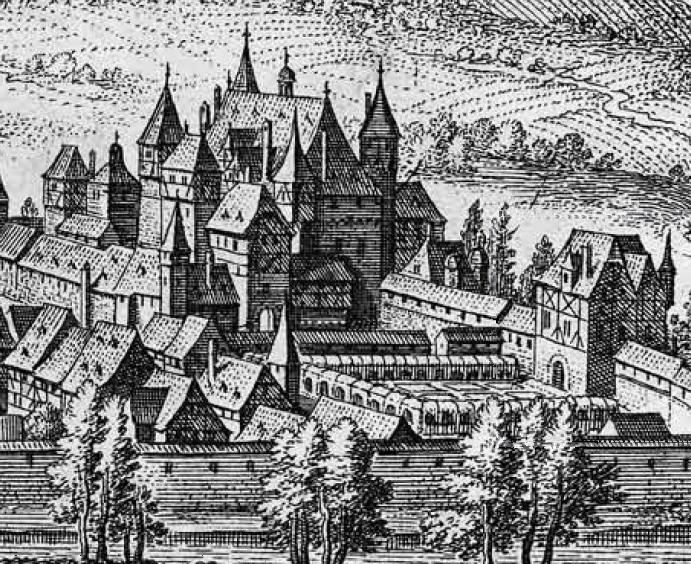
Die spätgotisch erweiterte alte Burg Simmern in einer Darstellung von Matthäus Merian aus dem Jahre 1648

Eine erste Erwähnung über eine Burg in Simmern stammt aus dem Jahr 1311, noch unter der Herrschaft der Raugrafen. 1358 gelangte Burg, Stadt und Herrschaft an die Pfalzgrafen. 1410 erhielt Stefan von Pfalz-Simmern-Zweibrücken bei einer Teilung Simmern. Die Burg wurde Sitz des neu gegründeten Herzogtums Pfalz-Simmern. Stefans Sohn, Herzog Friedrich I. baute die Burg zu einem Schloss aus. Das Schloss war von 1410 bis 1598 und von 1610 bis 1673 Residenz der Simmerner Herzöge. Für das Jahr 1595 sind 125 Personen als Hofgesinde nachgewiesen. 1655 wurden größere Reparaturen durchgeführt. Die dafür zu jener Zeit ausgestellten Rechnungen sind erhalten. Unter anderen mussten 280 Fensterscheiben und zahlreiche Möbel neu hergestellt werden.
Während des Pfälzischen Erbfolgekriegs wurde die Stadt Simmern nahezu vollständig zerstört. Bereits im Mai 1689 wurden die Stadtmauer niedergelegt und der große Wachturm zerstört sowie alle Häuser niedergebrannt. Die Zerstörung der Stadt endete am 17. September 1689 mit der Sprengung des Schlosses.
Das jetzige Neue Schloss wurde von 1708 bis 1713 als Sitz eines kurpfälzischen Oberamtmannes aufgebaut. Napoléon schenkte es 1802 der Stadt. Fortan wurde es als Gericht, Schule, Garnison, Arresthaus und Dienstwohnung genutzt.

## Architektur
Das 1689 zerstörte Schloss ist auf einigen Kupferstichen dargestellt. Es bestand aus einer rechteckigen Anlage, die von einem Wassergraben umgeben war. Zur Schlossanlage gehörte ein Schlossgarten und das sogenannte Rote Haus mit Druckerei und Münzstätte.
Das heutige Schloss besteht aus einem Hauptbau und zwei vorgezogenen Seitenflügeln. In früheren Zeiten waren die Gebäude zu beiden Seiten von einem Schlossweiher umgeben.

## Heutige Nutzung
Heute befindet sich im Gebäude ein Festsaal, ein Seniorenraum, das Hunsrück-Museum Simmern, der Trausaal des Standesamtes und die Stadtbücherei Simmerns. Im Dachgeschoss ist die Ausstellung des Malers und Bildhauers Friedrich Karl Ströher untergebracht.